# Генчу
Генчу (元中) је јапанска ера (ненко) Јужног двора током првог раздобља Муромачи периода, познатог још и као Нанбокучо период. Генчу се сматра последњом ером Јужног двора а настала је пре Кова и после Оеи ере. Временски је трајала од априла 1384. до октобра 1392. године. За то време владајући монарх био је цар Камејама док је у Кјоту владао цар Го Комацу. Наког поновног припајања династија 1392, цар Го Комацу постаје једини владар у Јапану. 

## Важнији догађаји Генчу ере
- 1391. (Генчу 8): Јамана Уџикјо напада Кјото.[4]
- 1392. (Генчу 9), позната и као Меитоку 3: Северни и Јужни двор се спајају под владавином цара Го Комацуа.[4]

## Еквивалентне ере Северног двора
- Шитоку, 1384-1387.
- Какеи, 1387-1389.
- Ко, 1389-1390.
- Меитоку, 1390-1394.